# اورتتامین
اورتتامین (INN) که با نام ۲-متیل‌آمفتامین نیز شناخته می‌شود، یک داروی محرک از کلاس آمفتامین‌ها است.

## وضعیت حقوقی
آژانس بهداشت عمومی سوئد در ۱۸ ژانویه ۲۰۱۹ این ماده را به عنوان یک ماده مخدر طبقه‌بندی کرد.

## همچنین ببینید
- ۲-فلوروآمفتامین
- ۲-متیل‌متکاتینون
- ۳-متیل‌آمفتامین
- ۴-متیل‌آمفتامین
- ۲-متوکسی‌متامفتامین